# كأس الخليج العربي 24
كأس الخليج العربي 24 أو خليجي 24، هي النسخة الرابعة والعشرين من مسابقة كأس الخليج العربي، التي تقام بمشاركة المنتخبات الثمانية المنضوية تحت لواء اتحاد كأس الخليج العربي لكرة القدم. في 15 يوليو عام 2019، والتي أُقيمت في قطر ما بين 26 نوفمبر و 9 ديسمبر عام 2019. فازت البحرين بالبطولة للمرة الأولى بعد فوزها 1–0 ضد السعودية في المباراة النهائية.

## المنتخبات المشاركة
أعلنت 5 منتخبات مشاركتها في البطولة، فيما انسحب كل من منتخبات البحرين، الإمارات العربية المتحدة والسعودية من المسابقة بسبب الأزمة الدبلوماسية مع قطر. ومع ذلك في 12 نوفمبر 2019، أعلنت كل المنتخبات عن تراجعهم عن قرار الانسحاب وأعلنوا المشاركة في البطولة.
| المنتخب                  | عدد المشاركات | أفضل مشاركة سابقة                                                  | تصنيف الفيفا |
| المنتخب                  | عدد المشاركات | أفضل مشاركة سابقة                                                  | أكتوبر 2019  |
| ------------------------ | ------------- | ------------------------------------------------------------------ | ------------ |
| قطر (المضيف)             | 24            | البطل (1992، 2004، 2014)                                           | 57           |
| الإمارات العربية المتحدة | 23            | البطل (2007، 2013)                                                 | 67           |
| السعودية                 | 23            | البطل (1994، 2002، 2003–2004)                                      | 69           |
| العراق                   | 15            | البطل (1979، 1984، 1988)                                           | 74           |
| عمان (حامل اللقب)        | 22            | البطل (2009، 2017–2018)                                            | 84           |
| البحرين                  | 24            | الوصيف (1970، 1982، 1992، 2003–04)                                 | 101          |
| اليمن                    | 9             | دور المجموعات (2003–04، 2004، 2007، 2009، 2010، 2013)              | 141          |
| الكويت                   | 24            | البطل (1970، 1972، 1974، 1976، 1982، 1986، 1990، 1996، 1998، 2010) | 156          |

## التسويق

صديفي تميمة خليجي 24.

### الشعار
خلال حفل قرعة البطولة في الدوحة تم الكشف عن شعار وتميمة البطولة. حيث يبرز الشعار العلم القطريّ مصحوباً بكرة قدم، في إشارة رمزية لمحبة قطر لكرة القدم، وهو امتداد لشعارات بطولات كأس الخليج السابقة التي استضافتها قطر.

### التميمة
أما التميمة فجاءت على شكل محارة بداخلها لؤلؤة اسمها «صديفي»، وتزدان التميمة بألوان العلم القطري، مع ظهور رقم 24 على لباس «صديفي» كاشارة إلى رقم البطولة. وتحتفي بماضي قطر متمثلاً في الحياة البحرية والبحث عن اللؤلؤ، وهي المهنة التي عرفها القطريون قديماً.

## القرعة
جرت مراسم قرعة كأس الخليج العربي 24 يوم 11 نوفمبر 2019 في العاصمة القطرية الدوحة، التي كان من المقرر أن تبدا خلال الفترة من 26 نوفمبر إلى 8 ديسمبر من الشهر المقبل. ووضعت القرعة منتخبات قطر واليمن والعراق والإمارات في المجموعة الأولى، فيما سيلعب في المجموعة الثانية منتخبات السعودية وعمان والكويت والبحرين. وأعيدت قرعة البطولة بعد أن قررت منتخبات السعودية والإمارات والبحرين المشاركة، ليرتفع العدد إلى 8 دول بمنتخباتها الأولى، وليؤخَّر موعد انطلاق البطولة التي كانت ستقام في 24 نوفمبر، لكون الجولة السادسة من تصفيات كأس العالم 2022 وكأس آسيا 2023 ستقام في 19 من الشهر الجاري.
نتائج القرعة
| المجموعة الأولى | المجموعة الثانية |
| --------------- | ---------------- |
| العراق          | السعودية         |
| قطر             | البحرين          |
| الإمارات        | عمان             |
| اليمن           | الكويت           |

## الملاعب
| الوكرة        | الدوحة                  | الدوحة             | الدوحة الوكرةكأس الخليج العربي 24 (قطر) |
| ------------- | ----------------------- | ------------------ | --------------------------------------- |
| استاد الجنوب  | استاد عبد الله بن خليفة | استاد خليفة الدولي | الدوحة الوكرةكأس الخليج العربي 24 (قطر) |
| السعة: 40.000 | السعة: 9000             | السعة: 40.000      | الدوحة الوكرةكأس الخليج العربي 24 (قطر) |
|               |                         |                    | الدوحة الوكرةكأس الخليج العربي 24 (قطر) |

## الحكام
| الحكام - ليونيل تشودي (سويسرا) - الكسندر بوكوت (بلجيكا) - عمار إبراهيم محفوظ (البحرين) - علي عبد النبي السمهيجي (البحرين) - علي شعبان (الكويت) - أحمد العلي (الكويت) - عبد الله جمالي (الكويت) - مهند قاسم سراي (العراق) - علي صباح عدي القيسي (العراق) - أحمد الكاف (عمان) - عمر اليعقوبي (عمان) - محمد عبد الله حسن محمد (الإمارات) - خميس المري (قطر) | الحكام المساعدون - جان كوبيلي (سويسرا) - كاريل دي روكر (بلجيكا) - فلوريان لومير (بلجيكا) - ياسر خليفة (البحرين) - عباس غلوم (الكويت) - حمود السهلي (الكويت) - حيدر عبيدي (العراق) - ميثم الجبوري (العراق) - أبو بكر العمري (عمان) - سيف الغفري (عمان) - محمد أحمد الحمادي (الإمارات) - حسن محمد المهري (الإمارات) - رمضان سعيد النعيمي (قطر) - محمد ضرمان (قطر) |  |

## دور المجموعات

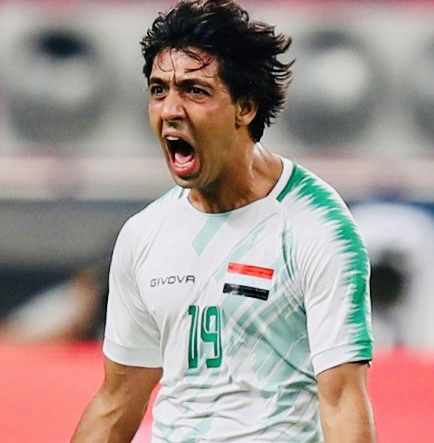
محمد قاسم ماجد لاعب العراق بعد تسجيله الهدف الثاني ضد قطر.

- الوقت المدرج هو ت ع م+03:00

### المجموعة الأولى
| م | الفريق                   | لعب | ف | ت | خ | أ.له | أ.ع | أ.ف | نقاط | التأهل           |
| - | ------------------------ | --- | - | - | - | ---- | --- | --- | ---- | ---------------- |
| 1 | العراق                   | 3   | 2 | 1 | 0 | 4    | 1   | +3  | 7    | دور خروج المغلوب |
| 2 | قطر (H)                  | 3   | 2 | 0 | 1 | 11   | 4   | +7  | 6    | دور خروج المغلوب |
| 3 | الإمارات العربية المتحدة | 3   | 1 | 0 | 2 | 5    | 6   | −1  | 3    |                  |
| 4 | اليمن                    | 3   | 0 | 1 | 2 | 0    | 9   | −9  | 1    |                  |

| قطر        | 1–2 | العراق          |
| ---------- | --- | --------------- |
| - حاتم 49' |     | - قاسم 19'، 27' |

| الإمارات العربية المتحدة | 3–0 | اليمن |
| ------------------------ | --- | ----- |
| - مبخوت 21'، 38'، 54'    |     |       |

| الإمارات العربية المتحدة | 0–2   | العراق                     |
| ------------------------ | ----- | -------------------------- |
|                          | تقرير | - عباس 6' - عبد الزهرة 37' |

| اليمن | 0–6   | قطر                                                          |
| ----- | ----- | ------------------------------------------------------------ |
|       | تقرير | - حسن 29'، 36'، 72' (ض.ج.) - علي 57' - الأحرق 85' - عفيف 90' |

| قطر                                               | 4–2   | الإمارات العربية المتحدة |
| ------------------------------------------------- | ----- | ------------------------ |
| - عفيف 20'، 28' (ض.ج.) - الهيدوس 53' - خوخي 90+5' | تقرير | - مبخوت 33' (ض.ج.)، 77'  |

| اليمن | 0–0   | العراق |
| ----- | ----- | ------ |
|       | تقرير |        |

### المجموعة الثانية
| م | الفريق   | لعب | ف | ت | خ | أ.له | أ.ع | أ.ف | نقاط | التأهل           |
| - | -------- | --- | - | - | - | ---- | --- | --- | ---- | ---------------- |
| 1 | السعودية | 3   | 2 | 0 | 1 | 6    | 4   | +2  | 6    | دور خروج المغلوب |
| 2 | البحرين  | 3   | 1 | 1 | 1 | 4    | 4   | 0   | 4    | دور خروج المغلوب |
| 3 | عمان     | 3   | 1 | 1 | 1 | 3    | 4   | −1  | 4    |                  |
| 4 | الكويت   | 3   | 1 | 0 | 2 | 6    | 7   | −1  | 3    |                  |

| عمان | 0–0   | البحرين |
| ---- | ----- | ------- |
|      | تقرير |         |

| السعودية         | 1–3   | الكويت                                     |
| ---------------- | ----- | ------------------------------------------ |
| - البريكان 90+6' | تقرير | - الظفيري 43' - الصانع 45+1' - الفنيني 90' |

| الكويت     | 1–2   | عمان                              |
| ---------- | ----- | --------------------------------- |
| - ناصر 79' | تقرير | - المقبالي 16' (ض.ج.)، 32' (ض.ج.) |

| البحرين | 0–2   | السعودية                     |
| ------- | ----- | ---------------------------- |
|         | تقرير | - الحمدان 29' - الخبراني 58' |

| الكويت                      | 2–4   | البحرين                                        |
| --------------------------- | ----- | ---------------------------------------------- |
| - ناصر 59ض.ج.' - الزنكي 85' | تقرير | - مدن 45+1' - الشيخ 69' - فيرنانديز 83'، 90+3' |

| عمان         | 1–3   | السعودية                         |
| ------------ | ----- | -------------------------------- |
| - العلوي 55' | تقرير | - البريكان 26' - باهبري 42'، 57' |

## دور خروج المغلوب
- الوقت المدرج هو ت ع م+03:00
- يتم اللجوء إلى الوقت الإضافي وركلات الجزاء الترجيحية لتحديد الفائز في حال إستمرار التعادل.

|  | نصف النهائي       | نصف النهائي |   |  | النهائي           | النهائي |  |
|  |                   |             |   |  |                   |         |  |
|  | 5 ديسمبر – الدوحة |             |   |  |                   |         |  |
|  | العراق            | 2 (3)       |   |  |                   |         |  |
|  | البحرين (ج.)      | 2 (5)       |   |  |                   |         |  |
|  |                   |             |   |  |                   |         |  |
|  |                   |             |   |  | 8 ديسمبر – الدوحة |         |  |
|  |                   |             |   |  | البحرين           | 1       |  |
|  |                   | السعودية    | 0 |  |                   |         |  |
|  |                   |             |   |  |                   |         |  |
|  |                   |             |   |  |                   |         |  |
|  |                   |             |   |  |                   |         |  |
|  | 5 ديسمبر – الدوحة |             |   |  |                   |         |  |
|  | السعودية          | 1           |   |  |                   |         |  |
|  | قطر               | 0           |   |  |                   |         |  |

### نصف النهائي
| العراق                         | 2–2 (ب.و.إ.) | البحرين                                     |
| ------------------------------ | ------------ | ------------------------------------------- |
| - علي 6' - بايش 18'            | تقرير        | - الهزاع 14' - مرهون 45+2'                  |
| ركلات الترجيح                  |              |                                             |
| - فائز - إسماعيل - بايش - ماجد | 3–5          | - الحردان - الشيخ - مرهون - فيرنانديز - مدن |

| السعودية      | 1–0   | قطر |
| ------------- | ----- | --- |
| - الحمدان 28' | تقرير |     |

### النهائي
| البحرين       | 1–0   | السعودية |
| ------------- | ----- | -------- |
| - الرميحي 69' | تقرير |          |

## البطل
| بطل كأس الخليج العربي 24 |
| ------------------------ |
| · البحرين · للمرة الأولى |

## الإحصائيات

### الهدافون
5 أهداف
- علي مبخوت

3 أهداف
| - عبد الكريم حسن | - أكرم عفيف |  |  |

2 أهداف
| - تياغو فيرنانديز - عبد العزيز المقبالي - محمد قاسم ماجد | - يوسف ناصر - فراس البريكان - عبد الله الحمدان | - هتان باهبري |  |

1 أهداف
| - عبد الله الهزاع - علي مدن - جاسم أحمد الشيخ - محمد جاسم مرهون - علاء عباس - علاء عبد الزهرة - إبراهيم بايش | - مهند علي - أحمد الظفيري - أحمد الزنكي - سامي الصانع - مبارك الفنيني - المنذر ربيع العلوي - عبد العزيز حاتم | - المعز علي - عبد الله الأحرق - بوعلام خوخي - حسن الهيدوس - محمد الخبراني |  |

### الترتيب النهائي
| م | الفريق   | لعب | ف | ت | خ | أ.له | أ.ع | أ.ف | نقاط |
| - | -------- | --- | - | - | - | ---- | --- | --- | ---- |
| 1 | البحرين  | 5   | 2 | 2 | 1 | 7    | 4   | +3  | 8    |
| 2 | السعودية | 5   | 3 | 0 | 2 | 7    | 5   | +2  | 9    |
| 3 | العراق   | 4   | 2 | 2 | 0 | 6    | 3   | +3  | 8    |
| 4 | قطر      | 4   | 2 | 0 | 2 | 11   | 5   | +6  | 6    |

| م | الفريق                   | لعب | ف | ت | خ | أ.له | أ.ع | أ.ف | نقاط |
| - | ------------------------ | --- | - | - | - | ---- | --- | --- | ---- |
| 5 | عمان                     | 3   | 1 | 1 | 1 | 3    | 4   | −1  | 4    |
| 6 | الكويت                   | 3   | 1 | 0 | 2 | 6    | 7   | −1  | 3    |
| 7 | الإمارات العربية المتحدة | 3   | 1 | 0 | 2 | 5    | 6   | −1  | 3    |
| 8 | اليمن                    | 3   | 0 | 1 | 2 | 0    | 9   | −9  | 1    |

## القنوات الناقلة
| الدولة | القناة               |
| ------ | -------------------- |
| العراق | العراقية الرياضية    |
| الكويت | الكويت الرياضية      |
| عُمان   | عمان الرياضية        |
| قطر    | قنوات الكأس الرياضية |
| قطر    | بي إن سبورتس العربية |